# 佩德罗 (1987年出生足球运动员)
佩德罗·以利以謝·罗德里格斯·莱德斯马（西班牙語：Pedro Eliezer Rodríguez Ledesma，1987年7月28日—），簡稱佩德罗（西班牙語：Pedro），是一名西班牙足球運動員，司職翼鋒，亦可擔任前鋒、輔鋒。

## 球會生涯

### 巴塞隆拿
柏度在2008-09賽季開始為一隊效力，上陣聯賽14次，他更在2009年歐洲冠軍聯賽決賽上陣，後備入替恩尼斯達。
在09/10賽季，領隊瓜迪奥拉證實，柏度正式成為一隊球員。2009年8月16日，柏度於西班牙超級盃對陣畢爾包體育會的賽事中取得第一個一隊的競技入球，協助球隊 2-1 獲勝。柏度也在這個月獲得巴塞隆拿的新合約，毀約金為 7500 萬歐元。在2009年欧洲超级杯，柏度在第81分鐘後備入替，並在 115 分鐘攻入制勝一球，協助球隊擊敗頓內次克礦工獲勝。9月29日，柏度在歐聯主場對基輔戴拿模時攻入一球，協助巴塞以2-0獲勝。他在西甲聯賽的第一球是在2009年10月3日對陣艾美利亞射入賽事唯一的入球。10月28日，柏度在西班牙國王盃作客2-0擊敗祖利奧里昂內塞的賽事中梅開二度。
在2009年世界冠軍球會盃準決賽對陣墨西哥球隊阿蘭特於67分鐘取得入球，協助球隊晉級決賽。2009年12月19日，世界冠軍球會盃決賽對陣阿根廷球隊學生隊，柏度於89分鐘攻入重要一球，於90分鐘法定時間逼和對手1-1，要進行30分鐘加時賽，最後憑美斯於110分鐘攻入反勝的一球，協助巴塞隆拿以1-2反勝，首次赢得世界冠軍球會盃。
柏度是首位能在同一賽季內為球隊在六項不同的賽事都能取得入球的球員，分別於西甲聯賽、西班牙國王盃、歐洲聯賽冠軍盃、歐洲超級盃、西班牙超級盃及世界冠軍球會盃入球，刷新這項紀錄。

### 車路士
2015年8月20日，柏度以3,000萬歐元加盟英超球會車路士。效力期間協助球隊贏得英格蘭足球超級聯賽、英格蘭足總盃及歐霸盃各一次。

### 罗马
2020年8月25日，意甲罗马俱乐部与柏度签约三年。

## 技术特点
佩德罗身材不高但盘带能力出色，能为队友送出关键助攻，传中和射门能力極佳。雙腳能力均衡，跑位意識良好善於為隊友拉開空間。

## 國家隊
2010年的夏天，柏度出色的表現使他成功入圍迪保斯基的世界盃23人大名單。而且他還隨同處於巔峰期的「鬥牛士軍團」一舉殺入世界盃決賽，幫助西班牙捧得了有史以來的第一座世界盃。其中準決賽與德國、決賽對陣荷蘭的比賽中，柏度都是頂替狀態欠佳的费尔南多·托雷斯正選出陣。

### 國際賽進球
| #   | 日期           | 場地                                         | 對賽球隊     | 進球 | 比分 | 比賽               |
| --- | -------------- | -------------------------------------------- | ------------ | ---- | ---- | ------------------ |
| 1.  | 2010年6月8日   | 西班牙穆尔西亚新孔多米纳球场                 | 波蘭         | 6–0  | 6–0  | 友賽               |
| 2.  | 2011年6月7日   | 委內瑞拉拉克魯斯港何塞安東尼奧安佐阿特圭球場 | 委內瑞拉     | 0–2  | 0–3  | 友賽               |
| 3.  | 2012年9月7日   | 西班牙蓬特韦德拉帕薩龍市政球場               | 沙烏地阿拉伯 | 2–0  | 5–0  | 友賽               |
| 4.  | 2012年9月7日   | 西班牙蓬特韦德拉帕薩龍市政球場               | 沙烏地阿拉伯 | 5-0  | 5–0  | 友賽               |
| 5.  | 2012年10月12日 | 白俄羅斯明斯克迪納摩體育場                   | 白俄羅斯     | 2–0  | 4–0  | 2014年世界盃外圍賽 |
| 6.  | 2012年10月12日 | 白俄羅斯明斯克迪納摩體育場                   | 白俄羅斯     | 3–0  | 4–0  | 2014年世界盃外圍賽 |
| 7.  | 2012年10月12日 | 白俄羅斯明斯克迪納摩體育場                   | 白俄羅斯     | 4–0  | 4–0  | 2014年世界盃外圍賽 |
| 8.  | 2012年11月14日 | 巴拿馬巴拿馬城隆美爾費爾南德斯球場           | 巴拿马       | 0-1  | 1–5  | 友賽               |
| 9.  | 2012年11月14日 | 巴拿馬巴拿馬城隆美爾費爾南德斯球場           | 巴拿马       | 0-3  | 1–5  | 友賽               |
| 10. | 2013年2月6日   | 卡塔爾多哈哈里发国际体育场                   | 乌拉圭       | 2-1  | 3-1  | 友賽               |
| 11. | 2013年2月6日   | 卡塔爾多哈哈里发国际体育场                   | 乌拉圭       | 3-1  | 3-1  | 友賽               |
| 12. | 2013年3月26日  | 法國聖但尼法蘭西體育場                       | 法國         | 0-1  | 0-1  | 2014年世界盃外圍賽 |

## 荣誉

### 球會
巴塞隆拿乙隊
- 西班牙丙組足球聯賽 冠軍：2007/08

 巴塞隆拿
- 西班牙甲組足球聯賽：2008/09、2009/10、2010/11、2012/13、2014/15
- 西班牙國王杯：2008/09、2011/12、2014/15
- 欧洲冠军联赛：2008/09、2010/11、2014/15
- 西班牙超级杯：2009、2010、2011、2012、2013、2014
- 欧洲超级杯：2009、2011、2015
- 世界冠軍球會盃：2009、2011

 切爾西
- 英格蘭足球超級聯賽：2016/2017
- 英格蘭足總盃：2017/2018
- 歐霸杯：2018/2019

### 國家隊
西班牙國家隊
- 世界盃：2010
- 歐洲國家盃：2012

## 外部連結
- 巴塞隆拿官方 柏度檔案 （页面存档备份，存于）